# Rommel, der Wüstenfuchs
Rommel, der Wüstenfuchs ist eine US-amerikanische Filmbiografie aus dem Jahr 1951. Hauptfigur des Films ist Generalfeldmarschall Erwin Rommel.

## Handlung
Der zu den engsten Vertrauten von Adolf Hitler gehörende Generalfeldmarschall Erwin Rommel, der im ägyptischen el-Alamein mit den italienischen Truppen auf dem Vormarsch ist, wird in der ersten Schlacht von El Alamein von den Alliierten gestoppt. Seine Männer werden zu Kriegsgefangenen, er selbst kommt in ein Lazarett.
In der Folgezeit zweifelt er immer mehr an Hitlers Entscheidungs- und Führungsfähigkeiten. Seine Situation verschlimmert sich bei der Landung der Alliierten in der Normandie am 6. Juni 1944. Rommel kommt in Kontakt mit General Hans Speidel und Claus Schenk Graf von Stauffenberg und seinen Vertrauten, die am 20. Juli 1944 ein Attentat auf Hitler verüben; Hitler überlebt das Attentat. Stauffenberg und die anderen Teilnehmer des Attentats werden hingerichtet; Rommel wird als Mitwisser wegen Hochverrats angeklagt. Ihm wird die Möglichkeit gelassen, ehrenhaft in den Freitod zu gehen. Als man ihm zusichert, dass seine Frau und sein Sohn vor Strafverfolgung verschont bleiben, entscheidet er sich, freiwillig in den Tod zu gehen.

## Kritiken
„Gut inszenierte Actionszenen, dokumentarisches Material und ein überzeugender Hauptdarsteller machen den amerikanischen Kriegsfilm diskussionswürdig.“

## Trivia
- In diesem Film wird Stauffenberg wahrscheinlich zum ersten Mal als Kinofigur dargestellt.[2]
- Rommel-Darsteller James Mason spielte den Generalfeldmarschall ein weiteres Mal in Die Wüstenratten (1953).
- Die Dialogregie der deutschen Synchronisation führte Alfred Vohrer, der später zahlreiche Edgar-Wallace-Filme aus dem populären Wallace-Zyklus der Rialto-Film inszenieren sollte.